# Kalteneck (Ebersberg)
Kalteneck ist ein Ortsteil der Gemeinde Ebersberg im oberbayerischen Landkreis Ebersberg. Die Einöde liegt circa einen Kilometer nördlich von Ebersberg.

## Baudenkmäler
Siehe auch: Liste der Baudenkmäler in Kalteneck